# 孟元老
孟元老（?—?），一說是孟揆或孟钺，號幽蘭居士，北宋人，其人事蹟不詳。
《东京梦华录》成书於南宋高宗绍兴十七年，书前有自序署名为“幽兰居士孟元老”。然而，孟元老生平事迹不詳，自清代以来引发许多猜测，至今聚讼不已。目前作者已有孟揆说、孟钺说、孟景初说、赵子淔说等說法。

## 人物考证
清代學者常茂徠以為《东京梦华录》的作者孟元老可能就是孟揆。孟揆曾为宋徽宗督造艮岳，徵发花石纲，穷奢极欲。最後造成方起义。可能是孟揆本人心虛，《梦华录》於艮岳却一字不提。邓之诚认为常氏证据薄弱，不足为凭。顾传渥將《梦华录》的作者，考定为孟景初，實際上孟景初仍是孟揆，景初是其字。
孔宪易認為孟元老原名孟钺，是孟昌齡的第四子。自幼随父宦游南北。北宋崇宁二年（1103年）随父到东京。靖康之难次年南下，孟元老避地江左。绍兴十七年（1147年）撰成《东京梦华录》。不知所終。
伊永文發表《孟元老考》提出《东京梦华录》作者是趙子淔，此人是宋太祖长子燕王赵德昭的五世孙。